# Sting (artiest)

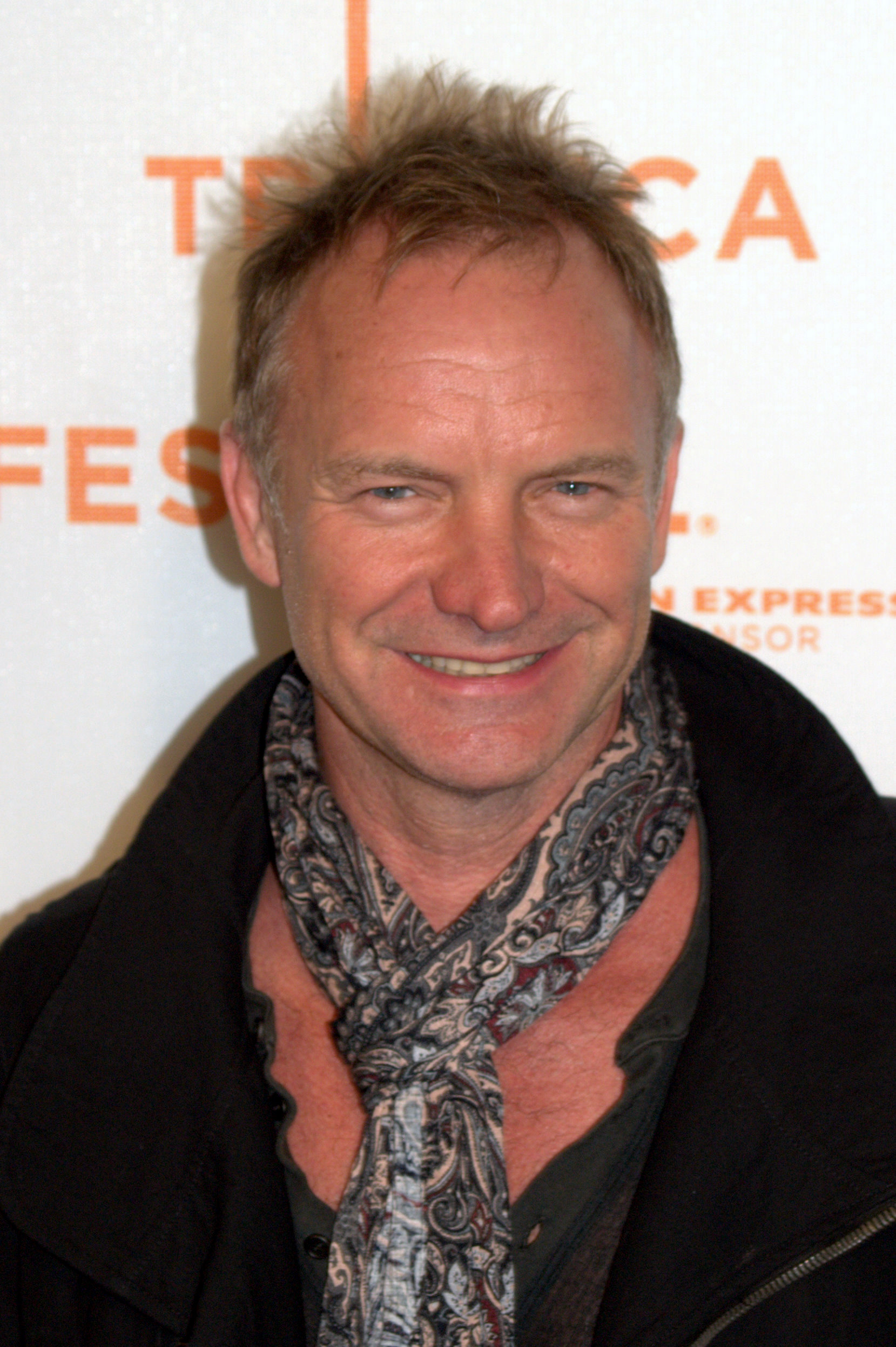
Sting anno 2009

Sting, artiestennaam van Gordon Matthew Thomas Sumner (Wallsend, 2 oktober 1951), is een Brits muzikant en zanger. Hij is Commandeur in de Orde van het Britse Rijk; deze onderscheiding werd hem verleend door koningin Elizabeth II.
Sting brak voor het grote publiek door met de band The Police maar ging midden jaren tachtig solo verder. Als soloartiest versmolt hij invloeden van jazz, klassieke muziek, wereldmuziek en elektronische muziek in zijn eigen nummers. Sting heeft een typische tenorstem en kan hoge zangpartijen aan.

## Levensloop
Gordon Sumner is de oudste van vier kinderen. In het noordoosten van Engeland was het leven niet gemakkelijk vanwege het harde klimaat en de economische recessie. De werkloosheid was er heel hoog en de redding van het gezin was het feit dat zijn vader een vaste baan had als melkboer. Sumner had een natuurlijke aanleg voor muziek. Op negenjarige leeftijd maakte hij zijn eerste songs en zijn eigen muziek op een oude gitaar van zijn oom. In 1966 kreeg hij van een vriend een zelfgemaakte basgitaar. Dit was zijn eerste kennismaking met dit instrument. In 1967 zag hij in zijn geboorteplaats Jimi Hendrix optreden. In 1969 mocht hij gaan studeren aan een universiteit in de Midlands, maar dat hield hij slechts een maand vol. Na enkele baantjes in de bouw, als busconducteur en belastingontvanger, besloot hij in 1971 iets van zijn leven te maken en begon een opleiding tot leraar. Tijdens die opleiding speelde hij basgitaar bij een schoolrockbandje, Earthrise, en maakte hij deel uit van de Phoenix Jazzmen. In 1970 begon de 18-jarige Sumner zijn muzikale loopbaan bij de Newcastle Big Band. Met deze laatste band maakte hij in 1972 zijn eerste plaatopnamen.
In oktober 1974 richtte hij samen met drie vrienden de groep Last Exit op. Sumner bracht met Last Exit in 1975 een album en een single uit. Op 23 juli 1975 trad Last Exit op het San Sebastian Jazz Festival, in Spanje, op. Sumner trouwde op 1 mei 1976 met Frances Tomelty. Hij gaf na twee jaar zijn baan – op 24-jarige leeftijd – als leraar basisonderwijs, in juli 1976 op. Kort daarna trok hij met Last Exit naar Londen om daar als rockband bekendheid te krijgen. Op 23 november 1976 kregen hij en Frances Tomelty hun eerste kind, Joe. Inmiddels had Sumner zijn groene licht gegeven aan Stewart Copeland om The Police op te richten.
De bijnaam Sting kreeg hij in het begin van zijn carrière, toen hij bassist was bij een jazzbandje waarmee hij regelmatig optrad in Newcastle. In die tijd droeg hij vaak een zwart met geel gestreepte trui, die zijn medemuzikanten deed denken aan een bij. Sindsdien gebruikt hij zijn werkelijke naam alleen nog bij officiële gelegenheden.
Hij werd voor het eerst wereldwijd bekend als de bassist en zanger van The Police die hij samen vormt met drummer Stewart Copeland en gitaristen Henry Padovani en Andy Summers.
Met de gelegenheidsformatie The Radio Actors nam Sting in 1978 met onder meer Steve Hillage de single Nuclear Waste / Digital Love op.

## Solowerk
Sting speelde in een aantal films, waaronder Brimstone & Treacle. Het script werd geschreven door Dennis Potter en de film was in 1982 in de bioscoop te zien.
Sting en The Police componeerden de filmmuziek. Het leverde Sting bovendien zijn eerste solosingle op: Spread A Little Happiness / Only You.
Nog voordat The Police in 1984 op hun hoogtepunt de facto uit elkaar ging, begon Sting met het werken aan zijn eerste solostudioalbum The Dream of the Blue Turtles (1985). De eerste single van dit album was If you love somebody set them free.
Als begeleidingsband nam hij jazzmuzikanten aan, onder andere: Branford Marsalis, Kenny Kirkland, Darryl Jones en Omar Hakim. Sting ruilde zijn basgitaar voor een gitaar in. De eerste liveoptredens met zijn nieuwe band gaf Sting in februari 1985 in de Ritz in New York. Daarna volgden in mei 1985 repetities in het Château de Courson en concerten in het Théâtre Mogador in Parijs. De filmregisseur Michael Apted maakte met Bring on the Night een documentaire van het Franse avontuur. Op 21 december 1985, 14, 15 en 16 februari 1986 was Nederland aan de beurt met liveoptredens in de Rijnhal en in de Ahoy. De recensie in de Volkskrant: "Sting overtreft zichzelf". De overstap naar meer jazz-georiënteerde muziek was niet helemaal verrassend, aangezien Sting in zijn jongere jaren met jazz- en progressieve-rockbands had gespeeld. Het resultaat was meer volwassen en afwisselend dan zijn opnamen met The Police.
Sting leverde in 1985 een bijdrage aan het nummer Money for Nothing van de Engelse rockband Dire Straits. Het is de stem van Sting die aan het begin van het nummer de tekst "I want my MTV" zingt. Verder zong hij in dit nummer alle hoge partijen (tweede stem).
Op 11, 13 en 15 juni 1986 kwam The Police voor een tournee van Amnesty International weer bij elkaar, waarna ze op 21 juli 1986 de studio in gingen. In eerste instantie was het de bedoeling om voor het - uiteindelijk nooit verschenen - zesde studioalbum nieuwe (versies van oude) nummers op te nemen. Doordat Stewart Copeland tijdens Polo zijn sleutelbeen brak en Sting geen nieuwe nummers aandroeg, werd alleen de nieuwe versie Don't Stand So Close to Me '86 uitgebracht voor het verzamelalbum Every Breath You Take (1986).
Op 13 oktober 1987 bracht Sting het ambitieuze studioalbum Nothing like the Sun (1987) uit, wederom met hulp van Branford Marsalis en Kenny Kirkland. Manu Katché was te horen op drums, terwijl Sting de basgitaar weer ter hand nam. Het album met hits als Fragile en Englishman in New York werd goed ontvangen. Op 16 en 17 april 1988 trad hij ter promotie van dit album in de Statenhal in Den Haag op. In 1990 ging hij een samenwerking aan met gitarist Dominic Miller, toetsenist David Sancious en drummer Vinnie Colaiuta.
De studioalbums die volgden: The Soul Cages (1991), Ten Summoner's Tales (1993), Mercury Falling (1996), Brand New Day (1999) en Sacred Love (2003) waren succesvol, maar niet zo succesvol als zijn eerste twee soloalbums. In 2006 scoorde hij een Amerikaanse top 10-hit met het nummer Always On Your Side, een duet met Sheryl Crow.
Tussen het verschijnen van de albums door was Sting bijna jaarlijks in de Nederlandse en Belgische Concertzaal te vinden. Op 9 en 10 maart 1996 keerde hij terug naar Paradiso. Ook stond hij op festivals als Rock Werchter in 1988, 1991, 2001, TW Classic in 2012 en op Suikerrock in 2013.
In juli 2006 deed Sting Bospop aan met zijn Broken Music Tour. In Weert gaf hij samen met gitaristen Dominic Miller en Lyle Workman en drummer Abe Laboriel een concert. De setlist vermeldde zowel Police-werk als solowerk.
In oktober 2006 kwam Sting met het studioalbum Songs from the labyrinth met 16e-eeuwse luitmuziek van John Dowland (1563-1626) in samenwerking met de luitist Edin Karamazov. Op 1 maart 2007 gaf Sting samen met Karamazov een optreden in het Koninklijk Concertgebouw.
Op 12 februari 2007 kondigden Sting, Andy Summers en Stewart Copeland geheel onverwacht een reünietournee van The Police aan: The Police Reunion Tour. De wereldtournee begon op 27 mei 2007 in Vancouver, Canada. Op 13 en 14 september 2007 speelde het drietal in de Amsterdam ArenA.
Sting nam de vijfde editie van Symphonica in Rosso op zich, en trad 15 en 16 oktober 2010 in het GelreDome op. Tevens ontving hij een eigen tegel op de Walk of Fame voor de hoofdingang van het Arnhemse stadion. In oktober 2011 begon Sting aan de Back to Bass Tour. Tijdens deze tournee was hij op 7 februari 2012 in de Heineken Music Hall, 3 juli 2012 in het Ziggo Dome en 14 juli 2013 op het North Sea Jazz Festival te zien.
Op 20 september 2013 kwam Sting met het studioalbum The Last Ship. Het album ontstond uit materiaal dat Sting eerder voor een Broadway-musical met dezelfde titel schreef. De musical ging op Broadway in 2014 in première.
The Last Ship is gebaseerd op Stings herinneringen aan zijn jeugd in de schaduw van de Swan Hunter scheepswerf in Wallsend. De musical The Last Ship ging vanaf 12 maart 2018 in première in de UK.
In maart en april 2015 heeft hij het Ziggo Dome in Amsterdam aangedaan, als onderdeel van de wereldwijde On Stage Together Tour samen met Paul Simon. Na het succes van de tour met Paul Simon, besloten Sting en Peter Gabriel in de zomer van 2016 samen de Rock Paper Scissors Tour te maken door Canada en de VS.
Op 13 november 2015 was de Bataclan het doelwit van een van de terroristische aanslagen in Parijs, terwijl er een concert aan de gang was. Hierbij kwamen 89 bezoekers om het leven. Het Bataclan bleef hierna bijna een jaar lang gesloten. Sting had de eer om op 12 november 2016, voor het eerst sinds de aanslagen, een concert te geven. Met zijn band The Police had hij op 23 april 1979 al eens in deze zaal gespeeld.
Op 11 november 2016 verscheen 57th & 9th, het twaalfde studioalbum van Sting en zijn eerste rockalbum in dertien jaar. De 57th & 9th Tour liep van 1 februari tot en met 17 oktober 2017. Op 5 april 2017 werd door Sting opgetreden in AFAS Live in Amsterdam. De band bestond uit: Sting (bas/zang), Joe Sumner (zang), Dominic Miller (gitaar), Rufus Miller (gitaar) en Josh Freese (drums). Gastoptredens: Joe Sumner en The Lost Bandoleros. Een officiële liveopname van de 57th & 9th Tour voor dvd en blu-ray werd in april 2017 vastgelegd in de Olympia in Parijs: Sting: Live at the Olympia Paris.
Sting en Shaggy brachten op 25 januari 2018 de single Don't Make Me Wait uit als voorloper van het reggae album 44/876, dat op 20 april 2018 van het duo verscheen. Tijdens de 44/876 Tour werd Nederland op 29 juni 2018 en op 7 juli 2018 door Sting en Shaggy ook aangedaan met respectievelijk liveoptredens op het Concert at Sea en in de tuin van Paleis Soestdijk in Baarn.
Tijdens de coronacrisis werkte Sting aan een nieuw studioalbum dat op 19 november 2021 onder de titel The Bridge verscheen.

## Maatschappelijke betrokkenheid
In 1984 deed Sting aan Band Aid mee, waarvan de opbrengst ten goede kwam aan de bestrijding van honger in Afrika. Hij stond op Live Aid in 1985 en ook op Live 8 in 2005.
Kort na het verschijnen van "Nothing like the Sun" ging Sting zich verder inzetten voor Amnesty International. Ook zette hij zich in voor natuurbehoud – hij stichtte hiertoe de Rainforest Foundation om aandacht te vragen voor het Braziliaanse regenwoud. In 1997 speelde Sting mee in de Royal Albert Hall voor een goed doel: het helpen van mensen van Montserrat. Hij speelde met o.a. Paul McCartney, Elton John, Eric Clapton, Mark Knopfler en Phil Collins het liedje Hey Jude. Met zijn band The Police trad Sting in 2007 op tijdens Live Earth om aandacht te vestigen op klimaatverandering. Ook doneerde The Police in 2008 een bedrag voor de aanplant van nieuwe bomen in New York: MillionTreesNYC. In 2008 werkten Sting en andere bekende artiesten uit de VS, het Verenigd Koninkrijk, Canada en Zuid-Afrika aan het album Songs for Tibet, een steunbetuiging aan Tibet en dalai lama Tenzin Gyatso.

## Privé
Op 1 mei 1976 trouwde Sting met de Noord-Ierse actrice Frances Tomelty. In dit huwelijk, dat tot 1984 duurde, werden twee kinderen geboren, onder wie Joe Sumner, de zanger van Fiction Plane, de band die ook het voorprogramma van The Police vormde gedurende de reünietournee. Fiction Plane kan overigens worden opgevat als anagram van police infant, hetgeen uiteraard verwijst naar Joe Sumner als kind van Sting, ofwel The Police.
Op 20 augustus 1992 trouwde Sting met Trudie Styler. Samen hebben ze een eet- en drinkgelegenheid gehad. Het koppel kreeg samen vier kinderen, waaronder: Jake, die als fotomodel werkt, en Eliot, die sinds 2009 de zanger van de band I Blame Coco is en als acteur werkt. In 2025 hebben Sting en Trudie een wijngaard in Figline Valdarno.

## Sting als acteur
Sting heeft een rol gehad in diverse films. Hij speelde in 1984 een rol in de cultfilm Dune van David Lynch, naar het verhaal van Frank Herbert. Hij speelde hierin Feyd-Rautha, de neef van Baron Harkonnen. Eerder speelde hij in 1979 in de film Quadrophenia van de rockband The Who. In 1998 verscheen Sting in Lock, Stock and Two Smoking Barrels, een film van Guy Ritchie. In 2007 speelde Sting zichzelf in Bee Movie. In 2021 had hij ook een kleine rol in het eerste seizoen van de Hulu-serie Only Murders in the Building. In 1966 maakte hij als verteller met het European Chamber Orchestra o.lv. Claudio Abbado een opname van Prokofjevs Peter en de wolf.

## Prijzen
Sting is meerdere keren genomineerd voor de Grammy Awards. In totaal heeft hij als muzikant (inclusief zijn periode bij The Police) zestien Grammy Awards in ontvangst mogen nemen. Verder won hij een Golden Globe, een Emmy Award en diverse keren een nominatie voor de Oscar voor beste originele nummer.
In juni 2017 ontving Sting de Polar Music Prize. Hij besloot het prijzengeld te schenken aan een Zweedse organisatie die jonge vluchtelingen helpt om zich te integreren door muziek.

## Discografie

### Albums
| Album met eventuele hitnotering(en) in de Nederlandse Album Top 100 | Datum van verschijnen | Datum van binnenkomst | Hoogste positie | Aantal weken | Opmerkingen                                                         |
| ------------------------------------------------------------------- | --------------------- | --------------------- | --------------- | ------------ | ------------------------------------------------------------------- |
| The Dream of the Blue Turtles                                       | 01-06-1985            | 29-06-1985            | 1(6wk)          | 48           | * november 1984 - april 1985                                        |
| Bring on the Night                                                  | 06-1986               | 28-06-1986            | 5               | 19           | * mei 1985 - december 1985 / Livealbum 1985                         |
| ...Nothing like the Sun                                             | 13-10-1987            | 24-10-1987            | 3               | 79           | * maart - augustus 1987                                             |
| The Soul Cages                                                      | 22-01-1991            | 02-02-1991            | 1(1wk)          | 22           | * april - november 1990                                             |
| Last Session                                                        | 1992                  |                       |                 |              | * 11 juli 1987 / Livealbum 1987 met Gil Evans band                  |
| Ten Summoner's Tales                                                | 09-03-1993            | 13-03-1993            | 4               | 66           | * juni - december 1992                                              |
| Demolition Man                                                      | 1993                  | 09-10-1993            | 67              | 6            | (Live) mini album 1993                                              |
| Fields of Gold - The Best of Sting 1984-1994                        | 08-11-1994            | 19-11-1994            | 4               | 32           | * november 1984 - september 1994 / Verzamelalbum 1984-1994          |
| Mercury Falling                                                     | 08-03-1996            | 16-03-1996            | 1(1wk)          | 20           | * 1995                                                              |
| The Best of Sting & The Police                                      | 1997                  | 22-11-1997            | 22              | 21           | met The Police / Verzamelalbum 1978-1997                            |
| Brand New Day                                                       | 24-09-1999            | 02-10-1999            | 7               | 48           | * 1999 / ook uitgebracht op sacd                                    |
| All This Time                                                       | 12-11-2001            | 17-11-2001            | 12              | 35           | Livealbum 11 september 2001                                         |
| Sacred Love                                                         | 29-09-2003            | 04-10-2003            | 3               | 41           | * 2002 - 2003 / ook uitgebracht op sacd                             |
| Songs from the Labyrinth                                            | 06-10-2006            | 21-10-2006            | 39              | 11           | met Edin Karamazov                                                  |
| If on a Winter's Night...                                           | 23-10-2009            | 31-10-2009            | 10              | 16           |                                                                     |
| Symphonicities                                                      | 09-07-2010            | 17-07-2010            | 22              | 19           |                                                                     |
| Live in Berlin                                                      | 22-11-2010            | 04-12-2010            | 37              | 26           | met The Royal Philharmonic Concert Orchestra / Livealbum 21-09-2010 |
| The Best of 25 years                                                | 14-10-2011            | 29-10-2011            | 16              | 24           | Verzamelalbum 1985-2010                                             |
| The Last Ship                                                       | 20-09-2013            | 28-09-2013            | 6               | 7            |                                                                     |
| 57th & 9th                                                          | 11-11-2016            | 19-11-2016            | 7               | 8            | * zomer 2016                                                        |
| 44/876                                                              | 20-04-2018            | 28-04-2018            | 16              | 4            | met Shaggy                                                          |
| My Songs                                                            | 24-05-2019            | 01-06-2019            | 39              | 1            |                                                                     |

| Album met hitnotering(en) in de Vlaamse Ultratop 200 albums | Datum van verschijnen | Datum van binnenkomst | Hoogste positie | Aantal weken | Opmerkingen                                                         |
| ----------------------------------------------------------- | --------------------- | --------------------- | --------------- | ------------ | ------------------------------------------------------------------- |
| Fields of Gold - The Best of Sting 1984-1994                | 1994                  | 01-04-1995            | 17              | 7            | Verzamelalbum 1984-1994                                             |
| Mercury Falling                                             | 1996                  | 30-03-1996            | 7               | 6            |                                                                     |
| The Best of Sting & The Police                              | 1997                  | 15-11-1997            | 8               | 18           | met The Police / Verzamelalbum 1978-1997                            |
| Brand New Day                                               | 1999                  | 09-10-1999            | 11              | 7            |                                                                     |
| All This Time                                               | 2001                  | 17-11-2001            | 22              | 10           | Live 11-09-2001                                                     |
| Sacred Love                                                 | 2003                  | 27-09-2003            | 6               | 13           |                                                                     |
| Songs from the Labyrinth                                    | 2006                  | 21-10-2006            | 16              | 18           | met Edin Karamazov                                                  |
| If on a Winter's Night...                                   | 2009                  | 31-10-2009            | 7               | 18           | Goud                                                                |
| Symphonicities                                              | 2010                  | 24-07-2010            | 31              | 10           |                                                                     |
| Live in Berlin                                              | 2010                  | 04-12-2010            | 81              | 2            | met The Royal Philharmonic Concert Orchestra / Livealbum 21-09-2010 |
| The Best of 25 years                                        | 2011                  | 29-10-2011            | 28              | 14           | Verzamelalbum 1985-2010                                             |
| The Last Ship                                               | 2013                  | 05-10-2013            | 8               | 23           |                                                                     |
| 57th & 9th                                                  | 2016                  | 19-11-2016            | 8               | 23           |                                                                     |
| 44/876                                                      | 2018                  | 28-04-2018            | 22              | 8            | met Shaggy                                                          |
| My songs                                                    | 2019                  | 01-06-2019            | 20              | 10           |                                                                     |

### Singles
| Single met eventuele hitnotering(en) in de Nederlandse Top 40 | Datum van verschijnen | Datum van binnenkomst | Hoogste positie | Aantal weken | Opmerkingen                                                              |
| ------------------------------------------------------------- | --------------------- | --------------------- | --------------- | ------------ | ------------------------------------------------------------------------ |
| If You Love Somebody Set Them Free                            | 29-05-1985            | 29-06-1985            | 35              | 5            | Nr. 38 in de Single Top 100                                              |
| Love Is the Seventh Wave                                      | 01-08-1985            | 07-09-1985            | 7               | 11           | Nr. 10 in de Single Top 100                                              |
| Russians                                                      | 01-11-1985            | 07-12-1985            | 7               | 8            | Nr. 8 in de Single Top 100                                               |
| Fortress Around Your Heart                                    | 01-10-1985            | 08-02-1986            | tip6            | -            | Nr. 26 in de Single Top 100                                              |
| We'll Be Together                                             | 09-1987               | 14-11-1987            | 31              | 3            | Nr. 33 in de Single Top 100                                              |
| Englishman in New York                                        | 02-1988               | 27-02-1988            | 9               | 8            | Nr. 13 in de Single Top 100                                              |
| Fragile                                                       | 04-1988               | 14-05-1988            | 10              | 9            | Nr. 12 in de Single Top 100 / Alarmschijf                                |
| They Dance Alone                                              | 08-1988               | 08-10-1988            | 29              | 4            | Nr. 27 in de Single Top 100                                              |
| Englishman in New York (The Ben Liebrand mix)                 | 1990                  | -                     |                 |              | Nr. 60 in de Single Top 100                                              |
| All This Time                                                 | 08-01-1991            | 19-01-1991            | 13              | 6            | Nr. 22 in de Single Top 100                                              |
| Mad About You                                                 | 1991                  | 02-03-1991            | tip4            | -            | Nr. 44 in de Single Top 100                                              |
| The Soul Cages                                                | 1991                  | -                     |                 |              | Nr. 77 in de Single Top 100                                              |
| It's Probably Me                                              | 23-06-1992            | 25-07-1992            | 6               | 10           | met Eric Clapton / Nr. 7 in de Single Top 100                            |
| If I Ever Lose My Faith in You                                | 02-1993               | 20-02-1993            | 15              | 6            | Nr. 30 in de Single Top 100                                              |
| Fields of Gold                                                | 05-1993               | -                     |                 |              | Nr. 44 in de Single Top 100                                              |
| All for Love                                                  | 17-12-1993            | 15-01-1994            | 3               | 13           | met Bryan Adams & Rod Stewart / Nr. 3 in de Single Top 100 / Alarmschijf |
| Nothing 'Bout Me                                              | 1994                  | 26-03-1994            | tip16           | -            | Nr. 41 in de Single Top 100                                              |
| When We Dance                                                 | 01-10-1994            | 22-10-1994            | tip2            | -            | Nr. 32 in de Single Top 100                                              |
| This Cowboy Song                                              | 1995                  | 28-01-1995            | tip2            | -            | met Pato Banton / Nr. 48 in de Single Top 100                            |
| Let Your Soul Be Your Pilot                                   | 1996                  | 02-03-1996            | tip11           | -            | Nr. 43 in de Single Top 100                                              |
| Roxanne '97 (Remake)                                          | 1997                  | 29-11-1997            | 38              | 3            | met The Police / Nr. 69 in de Single Top 100                             |
| Terre d'oru                                                   | 1999                  | -                     |                 |              | met I Muvrini / Nr. 93 in de Single Top 100                              |
| Brand New Day                                                 | 1999                  | 11-09-1999            | tip10           | -            | Nr. 46 in de Single Top 100                                              |
| Desert Rose                                                   | 17-01-2000            | 25-03-2000            | tip1            | -            | met Cheb Mami / Nr. 29 in de Single Top 100                              |
| Desert Rose                                                   | 17-01-2000            | 15-07-2000            | tip15           | -            | met Cheb Mami / Nr. 92 in de Single Top 100                              |
| Rise & Fall                                                   | 28-04-2003            | 10-05-2003            | 9               | 14           | met Craig David / Nr. 7 in de Single Top 100                             |
| Send Your Love                                                | 08-2003               | 27-09-2003            | tip8            | -            | Nr. 43 in de Single Top 100                                              |
| Whenever I Say Your Name                                      | 11-2003               | -                     |                 |              | met Mary J Blige / Nr. 60 in de Single Top 100                           |
| Stolen Car (Take Me Dancin')                                  | 04-2004               | 24-04-2004            | tip17           | -            |                                                                          |
| Dreaming                                                      | 2023                  | 28-05-2023            | 17              | 14           | met Pink & Marshmello                                                    |

| Single met hitnotering(en) in de Vlaamse Ultratop 50 | Datum van verschijnen | Datum van binnenkomst | Hoogste positie | Aantal weken | Opmerkingen                                                |
| ---------------------------------------------------- | --------------------- | --------------------- | --------------- | ------------ | ---------------------------------------------------------- |
| If You Love Somebody Set Them Free                   | 1985                  | 22-06-1985            | 13              | 9            | Nr. 12 in de Radio 2 Top 30                                |
| Love Is the Seventh Wave                             | 1985                  | 21-09-1985            | 19              | 8            | Nr. 20 in de Radio 2 Top 30                                |
| Russians                                             | 1985                  | 21-12-1985            | 7               | 10           | Nr. 8 in de Radio 2 Top 30                                 |
| Fortress Around Your Heart                           | 1985                  | 08-03-1986            | 40              | 1            |                                                            |
| Englishman in New York                               | 1988                  | 05-03-1988            | 16              | 7            | Nr. 22 in de Radio 2 Top 30                                |
| Fragile                                              | 1988                  | 11-06-1988            | 11              | 6            | Nr. 10 in de Radio 2 Top 30                                |
| They Dance Alone                                     | 1988                  | 12-11-1988            | 35              | 1            | Nr. 23 in de Radio 2 Top 30                                |
| All This Time                                        | 1991                  | 02-02-1991            | 22              | 5            | Nr. 15 in de Radio 2 Top 30                                |
| It's Probably Me                                     | 1992                  | 08-08-1992            | 11              | 13           | met Eric Clapton / Nr. 12 in de Radio 2 Top 30             |
| If I Ever Lose My Faith in You                       | 1993                  | 06-03-1993            | 19              | 10           | Nr. 18 in de Radio 2 Top 30                                |
| All for Love                                         | 1993                  | 15-01-1994            | 2               | 14           | met Bryan Adams & Rod Stewart / Nr. 2 in de Radio 2 Top 30 |
| Fragile                                              | 1994                  | 05-11-1994            | 40              | 1            | met Julio Iglesias / Nr. 25 in de Radio 2 Top 30           |
| When We Dance                                        | 1994                  | 19-11-1994            | 35              | 7            | Nr. 25 in de Radio 2 Top 30                                |
| Roxanne '97 (Puff Daddy remix)                       | 1997                  | 29-11-1997            | tip19           | -            | met The Police                                             |
| Desert Rose                                          | 17-01-2000            | 01-04-2000            | tip11           | -            | met Cheb Mami                                              |
| Rise & Fall                                          | 2003                  | 17-05-2003            | 17              | 9            | met Craig David / Nr. 11 in de Radio 2 Top 30              |
| Send Your Love                                       | 2003                  | 27-09-2003            | tip7            | -            |                                                            |
| Practical Arrangement                                | 2013                  | 28-09-2013            | tip76           | -            |                                                            |
| I Can't Stop Thinking About You                      | 2016                  | 10-09-2016            | tip27           | -            |                                                            |
| One Fine Day                                         | 2016                  | 26-11-2016            | tip2            | -            |                                                            |
| Don't Make Me Wait                                   | 2018                  | 03-02-2018            | tip             | -            | met Shaggy                                                 |
| Gotta Get Back My Baby                               | 2018                  | 03-11-2018            | tip             | -            | met Shaggy en Maître Gims                                  |
| Reste                                                | 2019                  | 28-09-2019            | tip             | -            | met Maître Gims                                            |
| Little Something                                     | 2020                  | 12-09-2020            | tip             | -            | met Melody Gardot                                          |

### NPO Radio 2 Top 2000
| Nummers met noteringen in de NPO Radio 2 Top 2000 | '99 | '00 | '01 | '02 | '03 | '04 | '05 | '06 | '07 | '08  | '09  | '10  | '11  | '12  | '13  | '14  | '15  | '16  | '17  | '18  | '19  | '20  | '21  | '22  | '23  | '24  |
| ------------------------------------------------- | --- | --- | --- | --- | --- | --- | --- | --- | --- | ---- | ---- | ---- | ---- | ---- | ---- | ---- | ---- | ---- | ---- | ---- | ---- | ---- | ---- | ---- | ---- | ---- |
| All for Love (met Bryan Adams & Rod Stewart)      | -   | -   | -   | -   | -   | -   | -   | -   | -   | -    | -    | -    | -    | 1999 | 1987 | -    | -    | -    | -    | -    | -    | -    | -    | -    | -    | -    |
| Desert Rose (met Cheb Mami)                       | ×   | -   | -   | -   | -   | -   | -   | -   | -   | -    | -    | -    | -    | -    | -    | -    | -    | -    | -    | -    | 1957 | 1704 | 1782 | 1644 | 1629 | 1798 |
| Englishman in New York                            | 154 | 280 | 272 | 234 | 219 | 252 | 322 | 249 | 332 | 256  | 331  | 262  | 260  | 230  | 194  | 317  | 242  | 242  | 240  | 196  | 207  | 206  | 226  | 270  | 208  | 261  |
| Fields of Gold                                    | 530 | 451 | 379 | 283 | 265 | 303 | 349 | 276 | 266 | 273  | 353  | 278  | 227  | 198  | 127  | 157  | 176  | 161  | 183  | 188  | 178  | 157  | 163  | 162  | 121  | 133  |
| Fragile                                           | 136 | 249 | 99  | 118 | 99  | 105 | 98  | 90  | 115 | 98   | 117  | 110  | 111  | 78   | 74   | 86   | 95   | 102  | 110  | 155  | 150  | 130  | 150  | 164  | 140  | 176  |
| If You Love Somebody Set Them Free                | -   | -   | -   | -   | -   | -   | -   | -   | -   | -    | 1918 | 1866 | 1902 | -    | -    | -    | -    | -    | -    | -    | -    | -    | -    | -    | -    | -    |
| Moon over Bourbon Street                          | -   | -   | -   | -   | -   | -   | 955 | 722 | 549 | 1005 | -    | 688  | 749  | 977  | 894  | 1163 | 1269 | 1233 | 1334 | 1469 | 1617 | 1571 | 1593 | 1856 | 1838 | -    |
| Russians                                          | 199 | 302 | 334 | 309 | 337 | 356 | 519 | 621 | 733 | 504  | 625  | 607  | 576  | 600  | 517  | 652  | 613  | 730  | 822  | 904  | 906  | 1036 | 1051 | 433  | 610  | 699  |
| Shape of My Heart                                 | -   | -   | -   | -   | -   | -   | -   | -   | -   | -    | -    | -    | -    | -    | -    | 950  | 1005 | 1109 | 1047 | 888  | 831  | 801  | 684  | 628  | 606  | 602  |

1. ↑  Een '-' betekent dat het nummer niet was genoteerd, een '×' betekent dat het nummer nog niet was uitgebracht en een vetgedrukt getal geeft de hoogste notering van een nummer aan.

### Dvd's
| Dvd's met hitnoteringen in de DVD Top 30                      | Datum van verschijnen' | Datum van binnenkomst | Hoogste positie | Aantal weken | Opmerkingen                                                          |
| ------------------------------------------------------------- | ---------------------- | --------------------- | --------------- | ------------ | -------------------------------------------------------------------- |
| All This Time                                                 | 2001                   | 16-11-2002            | 9               | 8            | Live, 11 september 2011                                              |
| The Brand New Day Tour - Live from the Universal Amphitheatre | 2000                   | 12-04-2003            | 25              | 2            | Live, 29 oktober 1999                                                |
| Inside - The Songs of Sacred Love                             | 06-10-2003             | 18-10-2003            | 13              | 4            | Live, 2003                                                           |
| The Journey & The Labyrinth - The Music of John Dowland       | 2007                   | 17-03-2007            | 18              | 1            | met Edin Karamazov                                                   |
| A Winter's Night... Live from Durham Cathedral                | 2009                   | 09-01-2010            | 26              | 2            | Live, 17 & 18 september 2009                                         |
| Live in Berlin                                                | 26-11-2010             | 11-12-2010            | 22              | 8            | met The Royal Philharmonic Concert Orchestra Live, 21 september 2010 |
| The Last Ship                                                 | 2013                   | 23-09-2013            | 26              | 2            |                                                                      |
| The Last Ship - Live at the Public Theater                    | 19-09-2014             | 27-09-2014            | 5               | 9            | Live, 2 oktober 2013                                                 |
| Every Breath You Take - Live in Concert 2011                  | 2013                   | 25-10-2014            | 27              | 1            | Live, 25 februari 2011                                               |
| Live at the Olympia Paris                                     | 10-11-2017             | 18-11-2017            | 4               | 42           | Live, 13 april 2017                                                  |

## Filmografie
- Quadrophenia (1979)
- Radio On (1980)
- Artemis 81 (1981)
- Brimstone and Treacle (1982)
- Dune (1984)
- Plenty (1985)
- Bring on the Night (1985) (als zichzelf)
- The Bride (1985)
- The Adventures of Baron Munchausen (1988)
- Stormy Monday (1988)
- Julia and Julia (1988)
- Saturday Night Live (1991)
- The Simpsons (1992) (afl. "Radio Bart") (stem, als zichzelf)
- The Grotesque (1995)
- The Smell of Reeves and Mortimer (1995) (afl. 5) (als zichzelf)
- Lock, Stock and Two Smoking Barrels (1998)
- Ally McBeal (2001) (seizoen vier, afl. "Cloudy Skies, Chance of Parade") (als zichzelf)
- Everyone Stares: The Police Inside Out (2006) (als zichzelf)
- Studio 60 on Sunset Strip (2006) (als zichzelf)
- Vicar of Dibley (2007) (als zichzelf)
- Bee Movie (2007) (als zichzelf)
- Little Britain USA (2008) (als zichzelf)
- Brüno (2009) (als zichzelf)
- Still Bill (2009) (als zichzelf)
- Do It Again (2010) (als zichzelf)
- Life's Too Short (2011) (als zichzelf)
- The Michael J. Fox Show (2013) (als zichzelf)
- 20 Feet from Stardom (2013) (als zichzelf)